# Карфагенская война (398—392 до н. э.)
Вторая Карфагенская война Дионисия Старшего 398—392 до н. э. — вооружённый конфликт между греками и карфагенянами из-за господства на Сицилии. События этой войны описаны в XIV книге «Исторической библиотеки» Диодора Сицилийского.

## Подготовка реванша
После поражения в Первой Карфагенской войне Дионисий начал готовиться к реваншу и уже в 404 году до н. э. фактически нарушил мирный договор, осадив сикульский город Гербесс. Тогда это не привело к открытому конфликту, поскольку Карфаген еще не оправился от эпидемии, а тиранический режим Дионисия был ещё слаб и осада привела к народному восстанию в Сиракузах. Подавив выступление граждан, подчинив в ходе нескольких кампаний греческие города Восточной Сицилии и установив союз с Мессаной и италийскими греками, в частности, с Локрами Эпизефирскими, тиран смог возобновить борьбу с основным противником.
По словам Диодора:

Видя, что многие греки бежали в города, подчиненные власти карфагенян, где приобретали собственность и права гражданства, Дионисий понимал, что, пока длится заключенный им с карфагенянами мир, многие из его подданных могут отправиться в эмиграцию, но если война возобновится, то все эти греки, рассматриваемые карфагенянами как рабы, восстанут, чтобы вернуться к нему. Кроме того он был осведомлен о гибели большого числа карфагенян от заразы, опустошавшей тогда Ливию.— Диодор. XIV. 41, 1
Таким образом, обстоятельства благоприятствовали попытке реванша, но борьба с одним из сильнейших народов Европы требовала масштабной и тщательной подготовки. Собрав специалистов как из своих городов, так и выписав за большие деньги из Греции и Италии, тиран наладил массовое оружейное производство, изготовив по сто сорок тысяч щитов, мечей и шлемов, а также четырнадцать тысяч превосходных панцирей.
В ходе подготовки флота Дионисий первым начал строить тетреры и пентеры; по словам Диодора, зная, что строительство триер впервые освоили коринфяне, он решил превзойти прежнюю метрополию и стать первым, кто смог увеличить размеры кораблей. Получив разрешение на заготовку корабельного леса в Италии, он отправил туда половину своих лесорубов, а остальных послал на склоны Этны, где в то время в изобилии росли сосны и ели. Заготовив нужное количество древесины, Дионисий начал одновременное сооружение более чем двух сотен кораблей и ремонт ста десяти уже имевшихся. В Большой гавани возвели сто шестьдесят новых эллингов и отремонтировали сто пятьдесят старых. Половина экипажей состояла из местных жителей, остальные были наемниками.
Именно в это время в Сиракузах собранными из разных стран инженерами была изобретена катапульта и тиран распорядился построить большое количество таких машин разного типа и заготовить для них снаряды.
Отпраздновав двойную свадьбу с локрийкой Доридой и сиракузянкой Аристомахой, дочерью Гиппарина, Дионисий в 398 году до н. э. созвал народное собрание, на котором был единогласно утвержден ультиматум карфагенянам с требованием очистить греческие территории под угрозой возобновления войны. Распустив собрание, тиран позволил сиракузянам разграбить имущество проживавших в городе богатых финикийцев и захватить стоявшие в порту торговые корабли. Другие греческие города последовали примеру Сиракуз, также изгнав финикийцев и отобрав их собственность.

## Начало войны. Взятие Мотии
Карфагеняне требование отвергли и в начале лета 398 года до н. э. сиракузский тиран с армией из 80 000 пехоты и более чем трех тысяч всадников вторгся в карфагенскую Сицилию. Вдоль берега двигался флот почти из двухсот военных и не менее чем пятисот транспортных кораблей. Войско Дионисия помимо наёмников и мобилизованных сиракузян состояло из союзных отрядов сикулов, мессанцев и италийских греков, к которым по мере стремительного освобождения греческих территорий на севере и юге острова присоединялись ополченцы из Камарины, Гелы, Акраганта, Гимеры и Селинунта. Жители восставших против Карфагена греческих городов не ограничились разграблением имущества финикийцев, но устроили этнические чистки, напоминавшие, по словам Вернера Хусса, еврейские погромы более позднего времени. Войны греков и римлян с карфагенянами обычно носили характер непримиримого этнического и культурного противостояния и применительно ко Второй Карфагенской войне Диодор поясняет, что изуродованные зверскими пытками тела семитов должны были служить уроком карфагенскому народу, проявлявшему чрезмерную жестокость в период господства над эллинами.
Основной удар был нанесен греками по главной карфагенской базе Мотии, располагавшейся на западном побережье. Город был взят после длительной осады и многодневного упорного штурма; попытки противника нанести отвлекающий удар с моря по Сиракузам и деблокировать крепость были неудачны. Кроме этого в кампанию 398 года до н. э. Дионисий подчинил сиканов, взял под контроль Эрикс и другие элимские города, и только Галликии, Эгеста, Энтелла и старинные финикийские центры Солунт и Панорм смогли выдержать его натиск. В конце лета, поручив флоту пресекать сообщение Карфагена с Сицилией и блокировать Эгесту с Энтеллой, тиран вернулся в Сиракузы.

## Кампания 397—396 годов до н. э. Осада Сиракуз
Карфагеняне, понесшие большие потери от эпидемии, были к войне не готовы и в кампанию 398 года до н. э. вынужденно отдали инициативу неприятелю. Направив нескольких «членов сената» в Европу (вероятно, в Испанию) для вербовки наёмников,
в следующем году они высадили в Панорме крупные силы под командованием Гимилькона. Дионисий, пытавшийся в 397 году до н. э. продолжить наступление в Западной Сицилии, под давлением превосходящих карфагенских сил был вынужден отступить к Сиракузам, которые подготовил к обороне. Кампанцы были переведены из Катаны в лучше укрепленную Этну, кроме того тиран навербовал в Италии новые контингенты наёмников и даже освободил и вооружил часть рабов, что оказалось своевременной мерой, так как большинство греческих союзников, недовольных переходом к обороне, вскоре его покинули.
Гимилькон выбил сиракузян из Мотии и восстановил контроль над западной частью острова, после чего двинулся на восток, где захватил и разрушил Мессану, после чего на сторону карфагенян перешла большая часть сикулов, поселенных Дионисием в Наксосе. По совету Гимилькона они перебрались оттуда в хорошо укрепленный Тавромений. Из района Мессаны карфагенский военачальник в обход извергавшейся Этны выступил на Сиракузы, наметив в Катане соединение с флотом Магона. Дионисий попытался разбить противника по частям и его наварх Лептин атаковал карфагенские корабли возле Катаны, но был полностью разгромлен, потеряв более ста кораблей и 20 000 человек, после чего тирану оставалось только запереться в Сиракузах и выдерживать осаду с суши и моря.
Сиракузские укрепления стали для карфагенян непреодолимым препятствием. В войске Гимилькона началась эпидемия, летом 396 года до н. э. Дионисий произвел удачную вылазку, захватил выстроенные противником укрепления и уничтожил большую часть его флота. Гимилькон, выплатив грекам 300 талантов, купил для своей армии возможность покинуть Сицилию, при этом бросив на произвол судьбы островных союзников Карфагена.

## Кампании 395—394 годов до н. э.
После этого карфагеняне несколько лет не могли предпринять активные действия, будучи заняты борьбой с мятежом своих африканских союзников. Дионисий воспользовался этим для реорганизации армии и возвращения потерянных позиций. Разгромленная карфагенянами Мессана вошла в состав его державы и туда в 395 году до н. э. были направлены сиракузские наемники и колонисты-италиоты из Локров и Медмы. В 394 году до н. э. на северном побережье была основана еще одна колония, Тиндарида. Сикульские общины были частью захвачены, как Менен, Моргантина, Кефалоэдий и Энна, частью вступили с тираном в союз, как Агирий, Кенторипа, Гербита, Ассор и, возможно, Гербесс. Наступая вдоль северного побережья, Дионисий захватил карфагенский Солунт; по-видимому, тогда же в состав его государства вошли Гимера на севере и Камарина, Гела, Акрагант и Селинунт на юге острова.
Безуспешная осада Тавромения пошатнула позиции Дионисия, против которого начали военные действия регийцы, атаковавшие Мессану. В результате военных неудач тирана Мессана и Акрагант свергли его режим и ненадолго восстановили независимость.

## Кампании 393—392 годов до н. э. Мирный договор
В 393 году до н. э. на Сицилии высадилась крупная армия под командованием Магона. Склонив на свою сторону большую часть сикулов, карфагеняне сумели продвинуться на восток, но в сражении с Дионисием при Абакене понесли крупные потери. В том же году сиракузский тиран совершил первый поход на Регий, заставив жителей подписать годичное перемирие, а южноиталийские греки, обеспокоенные вторжением сиракузян на полуостров, возобновили свой оборонительный союз, первоначально направленный против луканов.
В 392 году до н. э. Магон с ещё большими силами предпринял наступление в Центральной Сицилии, где единственным союзником Дионисия оставался тиран Агирия Агирид. Сиракузяне сумели окружить неприятеля и воины настаивали на решительном ударе, который бы покончил со вражеской армией, Дионисий же рассчитывал одолеть противника измором. Недовольные военные покинули тирана, чтобы вернуться в Сиракузы, но Дионисий, опасавшийся демократического переворота, опередил их и принял меры по противодействию, вооружив рабов, которых после заключения мира возвратил владельцам. С карфагенянами, которым конфликт в сиракузском лагере позволил избежать поражения, Дионисий, вероятно, летом того же года заключил мирный договор на весьма выгодных условиях. По-видимому, в результате войны он овладел всеми греческими городами, карфагеняне признали его власть над сикульскими общинами, в том числе над ещё сопротивлявшимся Тавромением, а западная граница сиракузских владений, как предполагается, прошла по реке Мазар. Вернул ли Дионисий карфагенянам Солунт, неизвестно. В том же году пал Тавромений, что фактически и завершило войну.

## Результаты
Победа во Второй Карфагенской войне позволила Дионисию создать единую греческую державу и впоследствии задачами тирана были ее сохранение и расширение. Сикулы с этого времени перестали играть самостоятельную роль в сицилийской политике, вступив на путь ассимиляции, главным же противником для Сиракуз в конце 390-х — начале 380-х годов до н. э. стал Регий, препятствовавший континентальной экспансии Дионисия.

## Комментарии
1. ↑  Мессана и Регий располагали значительными силами и их позиция в предстоявшей войне имела большое значение. Союз с мессанцами Дионисий купил уступкой пограничных территорий но с Регием договориться не удалось (Диодор. XIV. 44, 4)
2. ↑  Среди них было много лакедемонян, так как спартанские союзники Дионисия позволили ему вербовать воинов без ограничений (Диодор. XIV. 44, 2)